# نیتیا منن
نیتیا منن (انگلیسی: Nithya Menen؛ زادهٔ ۸ آوریل ۱۹۸۸) هنرپیشه و خواننده اهل هند است.
از فیلم‌ها یا برنامه‌های تلویزیونی که وی در آن نقش داشته‌است می‌توان به ویولن، ۲۴، فرستنده، رودرامادوی، ارومی، کانچانا ۲، عملیات مریخ، پسر ساتیامورتی، روزهای بنگلور، گیتا گویندام، اینطوری شروع شد، ترس، گاراژ مردمی، قلبم لغزید و گم شد، دو چهره، عشق، هتل استاد، قلعه‌ای در هوا، جباردست و اوه عشق اشاره کرد.
وی همچنین برندهٔ جوایزی همچون جایزه ناندی شده‌است.